# Richardia brasiliensis
Richardia brasiliensis (Gomes) é uma planta da família Rubiaceae também conhecida como poaia branca, mata-pasto, poaia graúda. 	
Planta perene, aromática com grande vigor vegetativo nativo da América do Sul com propagação por sementes e com comportamento de planta anual em lavouras; possui raiz emética.